# Emmislövs kyrka
Emmislövs kyrka är en kyrkobyggnad i samhället Emmislöv i Östra Göinge kommun. Den tillhör Broby-Emmislövs församling i Lunds stift.

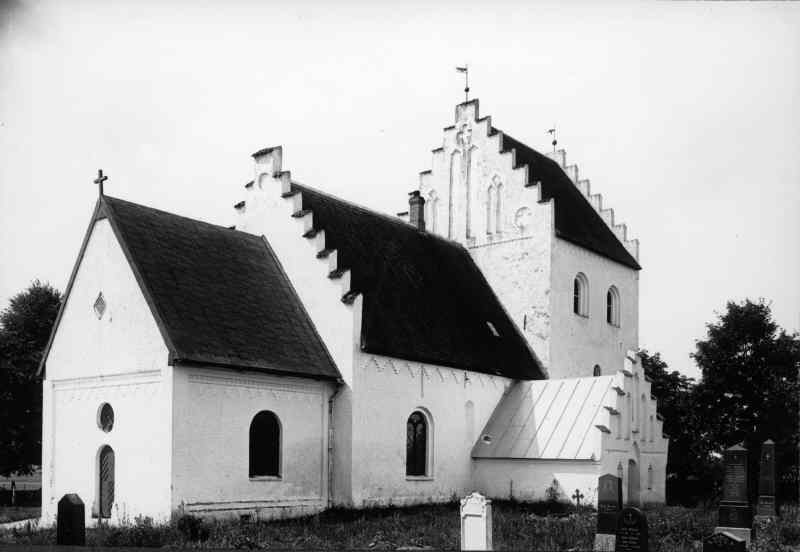
Kyrkan innan 1954.

## Kyrkobyggnaden
Kyrkan är byggd av tegel i romansk stil och uppfördes troligen vid slutet av 1100-talet. Sakristian tillkom på 1300-talet. Kyrkorummets nuvarande takvalv tillkom troligen i början av 1400-talet. Omkring år 1460 försågs valven med kalkmålningar utförda av den så kallade Vittskövlemästaren, Nils Håkansson från Vadstena. Värt att notera är avbildningen av en nyckelharpa i koret, en av de tidigaste bildkällorna för detta instrument. Målningarna togs fram vid en restaurering på 1950-talet. Då togs även de båda rundbågade romanska fönsterna ovanför altaret fram.

## Inventarier

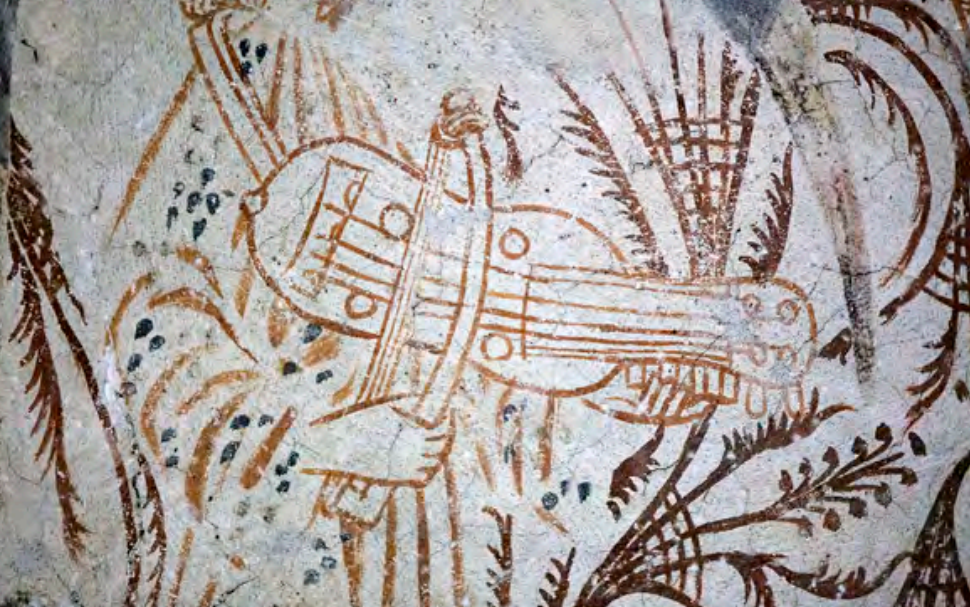
Speleman med nyckelharpa

- Speleman med nyckelharpaPredikstolen är ett rikt snidat renässansarbete daterad till 1633.
- Dopfunten i snidat trä är tillverkad 1705 av Petter Norrman från Kristianstad. Tillhörande dopfat i mässing är från slutet av 1500-talet.
- Skånes äldsta bevarade silverföremål är ett nattvardskärl av förgyllt silver från 1530.
- En freskomålning på korväggen gjordes 1950-52 av konstnären Pär Siegård.

### Orgel
- 1879 byggde Anders Victor Lundahl, Malmö en orgel med 7 stämmor.
- Den nuvarande orgeln byggdes 1963 av A. Mårtenssons Orgelfabrik AB, Lund och är en mekanisk orgel.

| Huvudverk I   | Svällverk II      | Pedal         | Koppel |
| Rörflöjt 8'   | Gedackt 8´        | Subbas 16´    | I/P    |
| Principal 4'  | Rörflöjt 4'       | Kvintadena 4' | II/P   |
| Waldflöjt 2'  | Principal 2'      |               | II/I   |
| Mixtur 3 chor | Cymbel 2 chor     |               |        |
|               | Dulcian 8'        |               |        |
|               | Crescendosvällare |               |        |

## Bilder

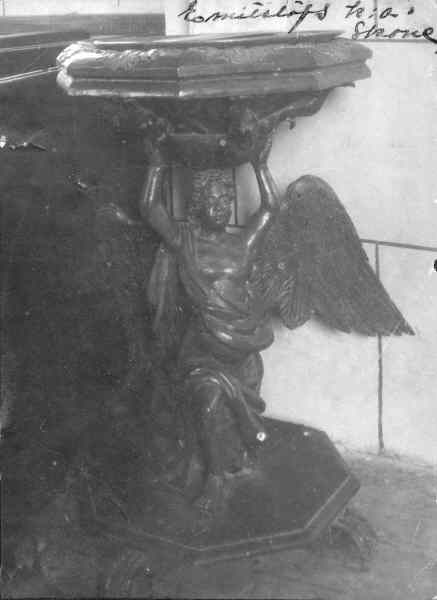
Dopfunt från 1705
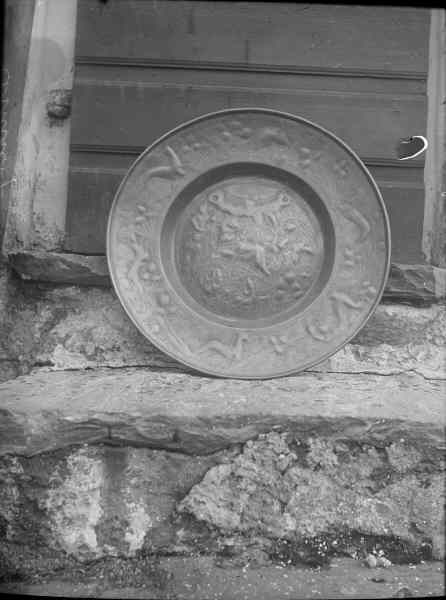
Dopfat från 1500-talet
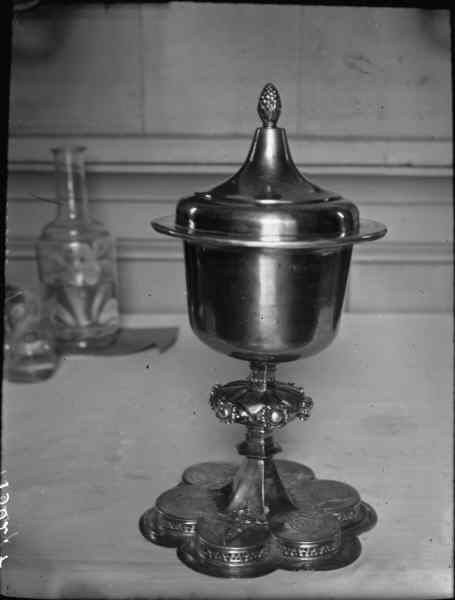
Kommunionkalk av silver, förgylld, enligt latinsk inskrift från 1530.
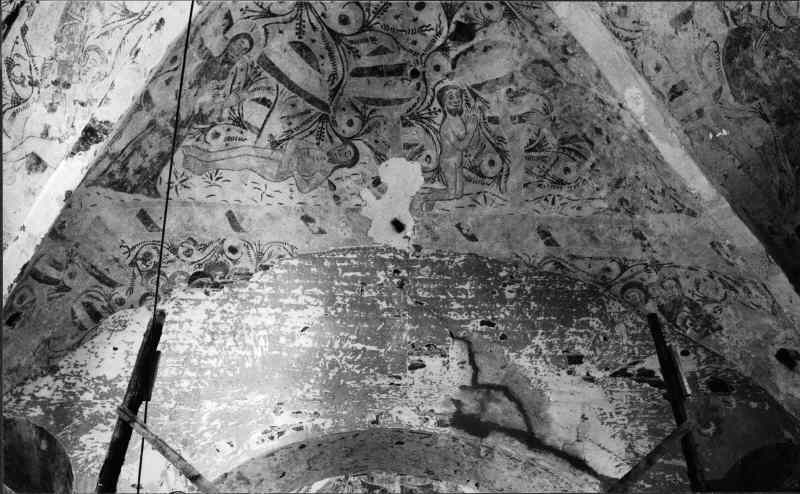
Del av långhuset före restaurering 1950.
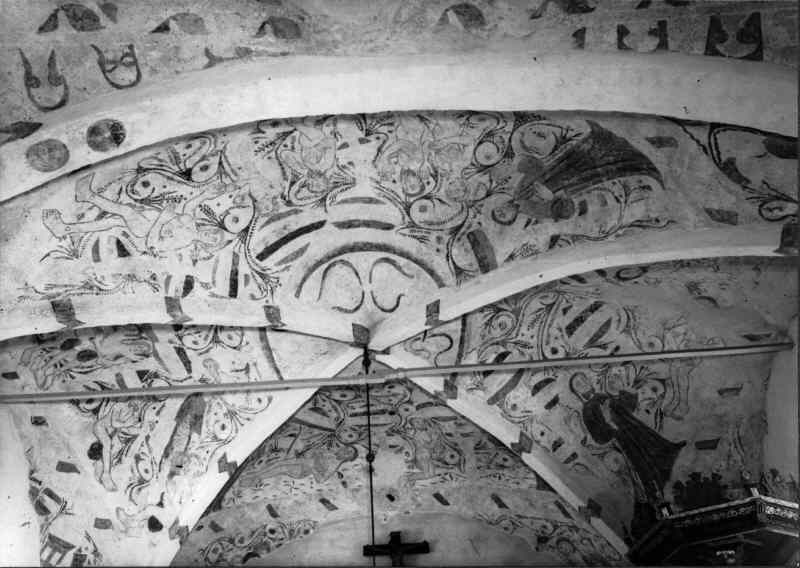
Takvalvet efter restaurering 1952.
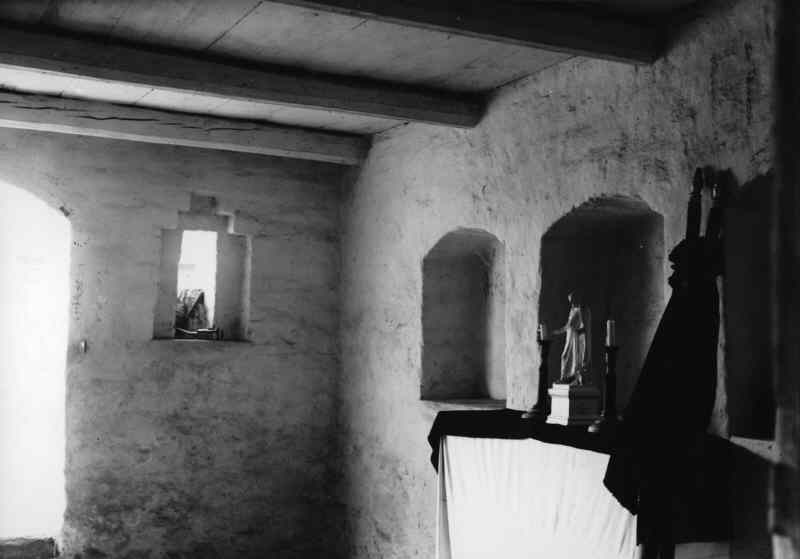
Vapenhuset före konservering 1951. (RAÄ)
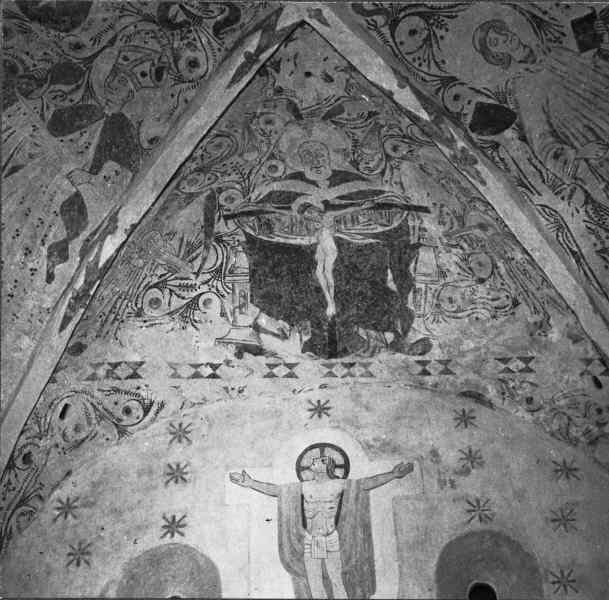
Kalkmålning i korvalvet 1952.
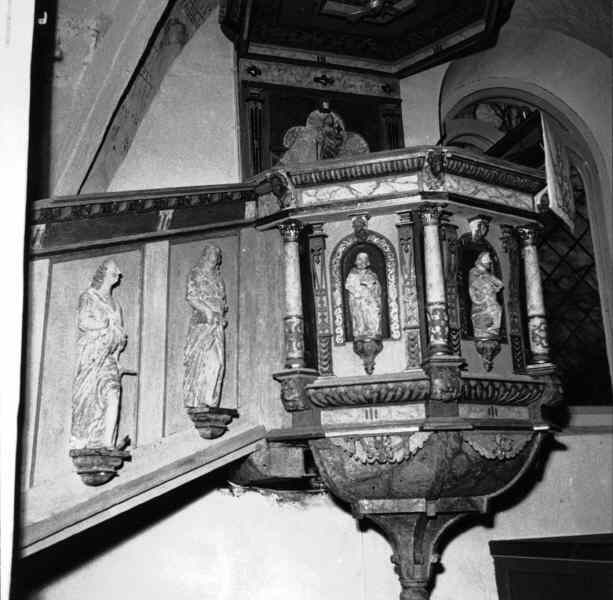
Predikstolen efter konservering 1952.
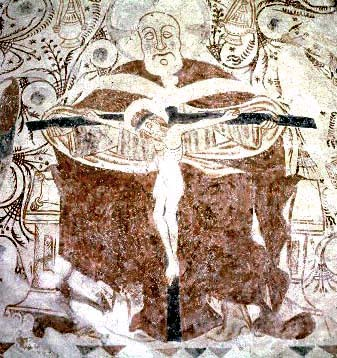
Kalkmålning från 1400-talet, "Nådastol". Vittskövlegruppen. Foto ca. 2001.
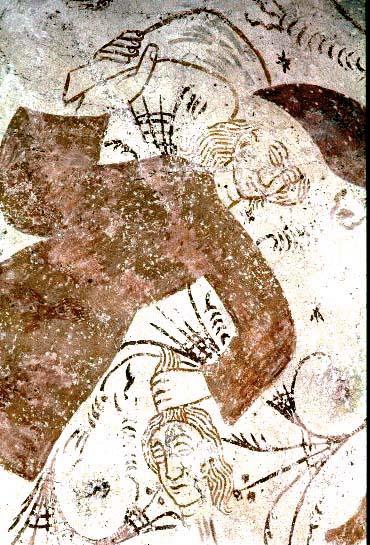
Kalkmålning "Brodermordet".
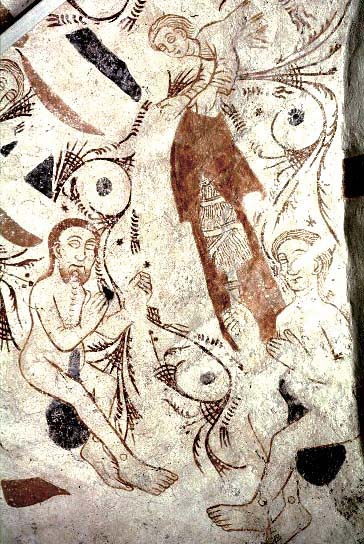
Adam och Eva mottager kläder och arbetsredskap